# Museo del mare (Siracusa)
Il museo del mare di Siracusa, denominato Sirmuma, è sito in Ortigia, al foro Vittorio Emanuele II meglio conosciuto come Marina.

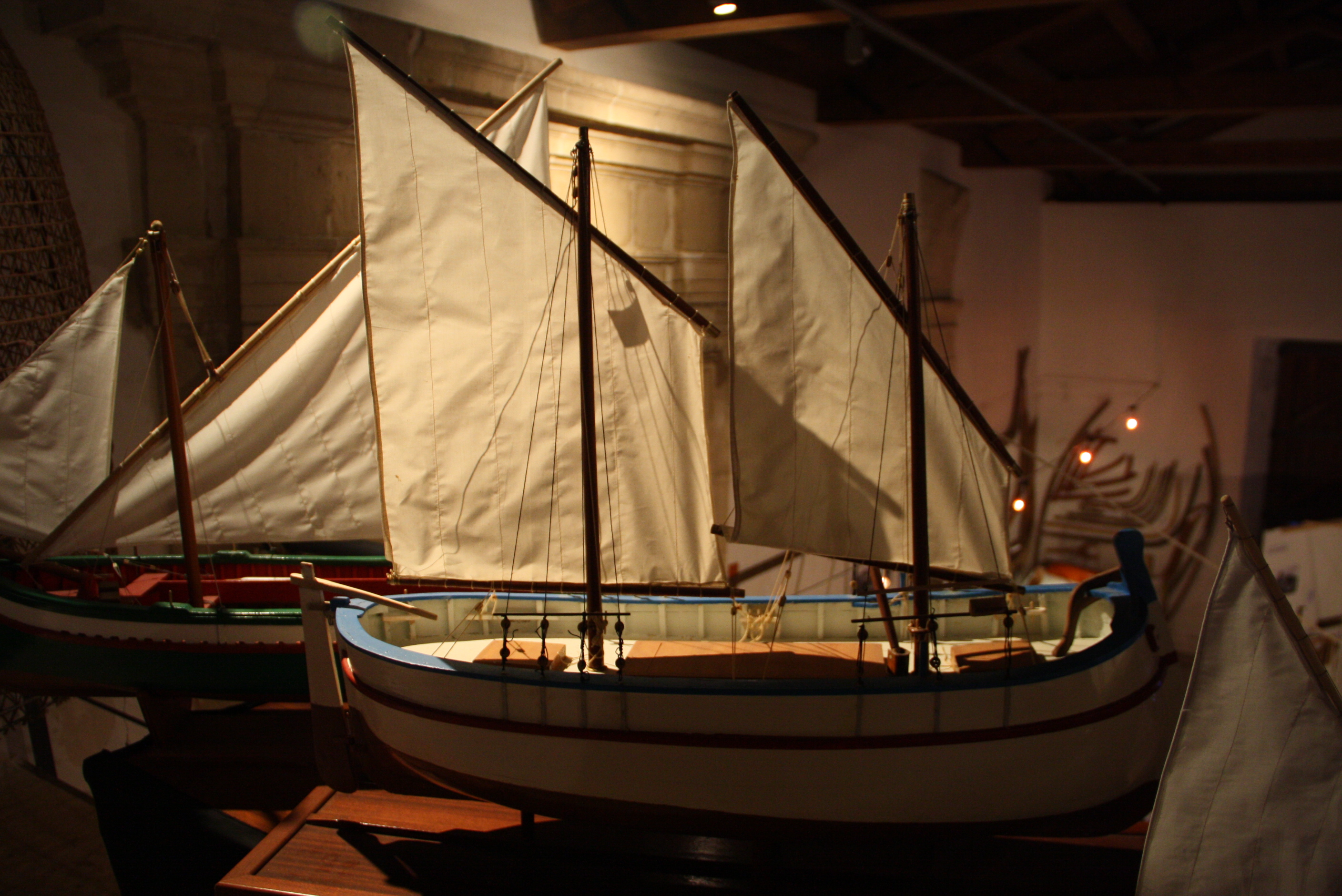
Dal museo del mare di Siracusa

Il museo del mare nasce dall'esigenza di preservare e mostrare la radicata tradizione marinara siracusana. Nel sito è infatti possibile trovare e visitare i diversi modelli di navi costruite dai maestri d'ascia o carpentieri navali, in lingua siciliana i noti calafatari; vi è poi una collezione, dichiarata dalla Regione Siciliana di eccezionale interesse etno-antropologico, che riguarda gli attrezzi (circa 200 reperti) per la marineria raccolti nel cantiere navale siracusano.
L'area museale siracusana risulta essere inoltre l'unica nel Mediterraneo meridionale presso la quale sia stata ricostruita l'intera filiera della carpenteria navale: dal disegno e progetto iniziale alla realizzazione finale delle imbarcazioni (informazione tratta dal sito ufficiale del museo del mare).